# Ritratti umani, dal calamajo di un mèdico
Dal calamajo di un mèdico (ritratti umani) è una raccolta di racconti di Carlo Dossi.

## Trama
Ancora una volta in quest'opera il Dossi sfrutta l'idea di far raccontare le vicende narrate tramite un altro protagonista che però esprime in realtà il punto di vista dell'autore. La stesura dell'opera, derivata dalla frequentazione della medicina positivista e influenzata pesantemente dalle teorie di Cesare Lombroso sviluppatesi proprio a fine Ottocento, riprende il tema della descrizione dei tipi umani visti appunto tramite la penna di un medico che prende appunti sui suoi pazienti e, con ironia ed umorismo, ne delinea i tratti tipici.

## Edizioni[1]
- Carlo Dossi, Ritratti umani dal calamaio di un mèdico, Milano: Dossi, autore – Perelli, editore, 1873
- Carlo Dossi, Ritratti umani, dal calamajo di un medico, Roma, Sommaruga, 1883.